# Luke Evans
Luke Evans (Aberbargoed, 1979. április 15. –) walesi színész, színházi előadóművész és énekes.
Karrierjét a színpadon kezdte a londoni West End színházban, számos produkcióban szerepelt, mint például Rent, Miss Saigon és Piaf. Szerepelt többek között a A titánok harca (2010), Halhatatlanok (2011), A három testőr (2011) című filmekben.
Az áttörést 2013 hozta el számára, amikor szerepet kapott a Halálos iramban 6. című filmben, valamint a Hobbit-filmsorozatban. 2017-ben Gastont alakította a A szépség és a szörnyetegben. 2019-ben C. Wade McCluskyt játszotta a Midway háborús filmben.

## Élete
Luke Evans 1979. április 15-én született Pontypoolban (Wales), de Aberbargoed-ben nőtt fel. Egyke gyerek volt, édesapja David, édesanyja Yvonne Evans. Tizenhét évesen Cardiffbe költözött, ahol Louise Ryan énektanár szárnyai alatt tanult. 1997-ben ösztöndíjat kapott a The London Studio Centerbe, ahol 2000-ben szerezte meg a diplomát. Ezt követően a West Enden számtalan színházi darabban játszott.

## Pályafutása
2008-ban a Small Change című előadásban nyújtott alakításáért elnyerte a nívós Evening Standard díját, melynek köszönhetően az amerikai rendezők és producerek is felfigyeltek rá. Első komolyabb szerepét a 2010-es A titánok harca című filmben kapta, melyért ugyan nem rajongtak a kritikusok, de arra elegendő volt, hogy világszinten megismerjék a nevét. Még ugyanebben az évben jelent meg az Andy Serkis nevével fémjelzett Sex & Drugs & Rock & Roll, melyet A három testőr (2011) követett. A következő évben olyan filmekben tűnt fel, mint a csalódást keltő A holló (2012) John Cusack főszereplésével, a Fordul a kocka (2012) és az Ashes (2012), melyben már főszerepben láthattuk.
Karrierjében az áttörést a Halálos iramban 6. (2013) és a Peter Jackson rendezésében bemutatott A hobbit: Smaug pusztasága jelentette, de szerepet kapott a trilógia harmadik (A hobbit: Az öt sereg csatája – 2014) részében is. Ezen kívül 2014-ben Vlad Tepes szerepében is látható volt a Az ismeretlen Drakulában.
Bár filmes karrierjét csak harmincévesen kezdte, Luke Evans tehetségének köszönhetően igen hamar népszerűségre tett szert. Bár a színész melegnek vallotta magát, az újságok 2014-ben arról cikkeztek, hogy egy párt alkot a PR menedzser Holly Goodchilddal.

## Magánélete
Húszas évei elején az angol Gay Times egy cikkében azt nyilatkozta, melegkocsmákban azzal lépnek oda hozzá az emberek, hogy nem tudják elhinni, hogy valóban meleg. Egy ezt követő, 2002-es The Advocate-interjúban így vallott magáról: „mindenki melegként ismert, és Londonban soha nem próbáltam ezt eltitkolni”.
A harmincas évei végére már kevésbé volt hajlandó beszélni a sajtónak a szexualitásáról, mondván, hogy magánélete magánügy. E témáról ritkán tudósítanak, családját pedig szándékosan elzárja a sajtó elől. Arra a kérdésre, hogy „Hollywood” miként vélekedhet a szexualitásáról, kijelentette, hogy a magánéletének nincs köze „Hollywoodhoz”, valamint hogy „a tehetség, a siker, és hogy mit csinálok a négy fal között – nem értem, miért kéne, hogy bármelyik is hatással legyen a másikra”. Ilyenformán noha a Gay Times interjúja óta nyíltan meleg, ritkán említik ekként.
A színész szereti az egzotikus halakat, londoni házában számos példányról gondoskodik.

## Filmográfia

### Film
| Év   | Magyar cím                       | Eredeti cím                                | Szerep                     | Magyar hang    | Rendező             |
| ---- | -------------------------------- | ------------------------------------------ | -------------------------- | -------------- | ------------------- |
| 2002 |                                  | Taboo (musical)                            | Billy                      |                | Christopher Renshaw |
| 2009 |                                  | Don't Press Benjamin's Buttons (rövidfilm) | Benjamin apja              |                | Craig Robert Young  |
| 2010 |                                  | Cowards & Monsters (rövidfilm)             | Paul                       |                | Tristan Goligher    |
| 2010 |                                  | Sex & Drugs & Rock & Roll                  | Clive Richards             |                | Mat Whitecross (1.) |
| 2010 | A titánok harca                  | Clash of the Titans                        | Apollo                     | Posta Victor   | Louis Leterrier     |
| 2010 | Robin Hood                       | Robin Hood                                 | Seriff gyilkosa            | Dévai Balázs   | Ridley Scott        |
| 2010 | Tamara Drewe                     | Tamara Drewe                               | Andy Cobb                  | Szabó Máté     | Stephen Frears      |
| 2011 | Blitz                            | Blitz                                      | DI Craig Stokes            | Szabó Máté     | Elliott Lester      |
| 2011 | Halhatatlanok                    | Immortals                                  | Zeusz                      | Szabó Máté     | Tarsem Singh        |
| 2011 | A három testőr                   | The Three Musketeers                       | Aramisz                    | Anger Zsolt    | Paul W. S. Anderson |
| 2011 |                                  | Flutter                                    | Adrian                     |                | Giles Borg          |
| 2012 |                                  | Ashes                                      | Crewcut                    |                | Mat Whitecross (2.) |
| 2012 | Fordul a kocka                   | No One Lives                               | sofőr                      |                | Ryûhei Kitamura     |
| 2012 | A holló                          | The Raven                                  | Emmett Fields felügyelő    | Dévai Balázs   | James McTeigue      |
| 2012 | A hobbit: Váratlan utazás        | The Hobbit: An Unexpected Journey          | Bard (bővített változat)   | Szabó Máté     | Peter Jackson (1.)  |
| 2013 | A hobbit: Smaug pusztasága       | The Hobbit: The Desolation of Smaug        | Bard                       | Szabó Máté     | Peter Jackson (2.)  |
| 2013 | Halálos iramban 6.               | Fast & Furious 6                           | Owen Shaw                  | Stohl András   | Justin Lin          |
| 2014 | Az ismeretlen Drakula            | Dracula Untold                             | Vlad Tepes / Drakula       | Szabó Máté     | Gary Shore          |
| 2014 | A hobbit: Az öt sereg csatája    | The Hobbit: The Battle of the Five Armies  | Bard                       | Szabó Máté     | Peter Jackson (3.)  |
| 2015 | Halálos iramban 7.               | Furious 7                                  | Owen Shaw (cameo)          | Stohl András   | James Wan           |
| 2015 |                                  | High-Rise                                  | Richard Wilder             |                | Ben Wheatley        |
| 2016 | Üzenet a Királytól               | Message from the King                      | Dr. Paul Wentworth         |                | Fabrice Du Welz     |
| 2016 | A lány a vonaton                 | The Girl on the Train                      | Scott Hipwell              | Szabó Máté     | Tate Taylor (1.)    |
| 2017 | A szépség és a szörnyeteg        | Beauty and the Beast                       | Gaston                     | Posta Victor   | Bill Condon         |
| 2017 | Halálos iramban 8.               | The Fate of the Furious                    | Owen Shaw                  | Stohl András   | F. Gary Gray        |
| 2017 | Marston professzor és a csodanők | Professor Marston and the Wonder Women     | William Moulton Marston    | Szabó Máté     | Angela Robinson     |
| 2018 |                                  | State Like Sleep                           | Emile                      |                | Meredith Danluck    |
| 2018 |                                  | 10x10                                      | Lewis                      |                | Suzi Ewing          |
| 2019 | Mami                             | Ma                                         | Ben                        | Király Attila  | Tate Taylor (2.)    |
| 2019 | Gyagyás gyilkosság               | Murder Mystery                             | Charles Cavendish          | Posta Victor   | Kyle Newacheck      |
| 2019 | Anna                             | Anna                                       | Alex Csenkov               | Szabó Máté     | Luc Besson          |
| 2019 |                                  | StarDog and TurboCat                       | Felix                      |                | Ben Smith           |
| 2019 | Az igazság nyomában              | Angel of Mine                              | Mike                       | Szabó Máté     | Kim Farrant         |
| 2019 | Midway                           | Midway                                     | Wade McClusky              | Szabó Máté     | Roland Emmerich     |
| 2021 | Válság                           | Crisis                                     | Bill Simmons               | Szabó Máté     | Nicholas Jarecki    |
| 2022 | Pinokkió                         | Pinocchio                                  | Fuvaros úr                 | Posta Victor   | Robert Zemeckis     |
| 2022 | Scrooge: Karácsonyi ének         | Scrooge: A Christmas Carol                 | Ebeneezer Scrooge (hangja) | Zöld Csaba     | Stephen Donnelly    |
| 2023 |                                  | Our Son                                    | Nicky                      |                | Bill Oliver         |
| 2023 | Édes búcsú                       | Good Grief                                 | Oliver                     | Crespo Rodrigo | Dan Levy            |
| 2024 | Hétvégi hajsza                   | Weekend in Taipei                          | John Lawlor                | Stohl András   | George Huang        |
| 2024 |                                  | 5lbs of Pressure                           | Adam                       |                | Phil Allocco        |

### Televízió

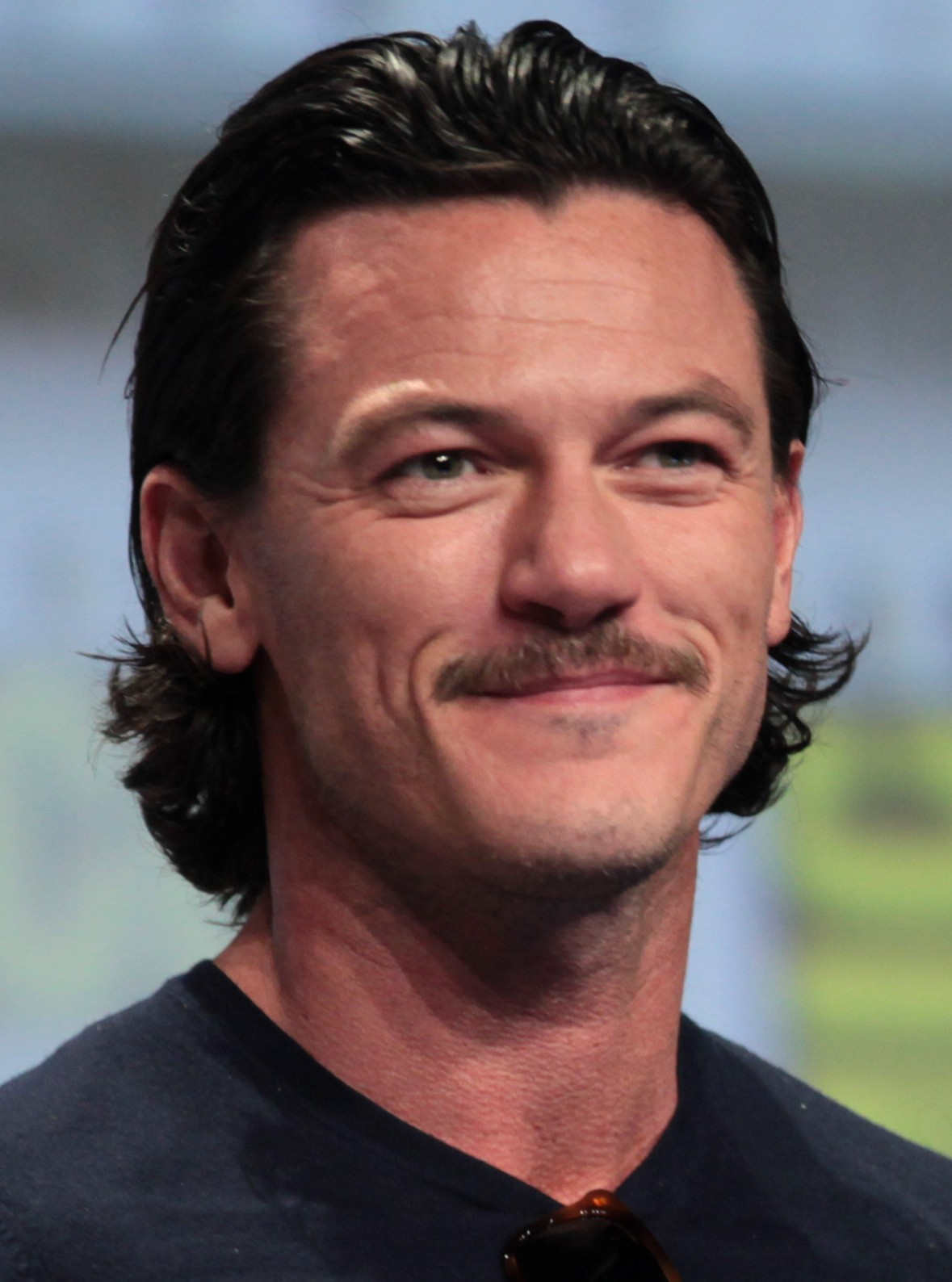
A 2014-es San Diegó-i Nemzetközi Képregény-találkozón

| Év        | Cím                          | Eredeti cím               | Szerep                 | Megjegyzés                        |
| --------- | ---------------------------- | ------------------------- | ---------------------- | --------------------------------- |
| 2013      |                              | The Great Train Robbery   | Bruce Reynolds         | minisorozat                       |
| 2016–2018 | Robotcsirke                  | Robot Chicken             | több szereplő hangja   | 2 epizód                          |
| 2017      |                              | The Grand Tour            | önmaga                 | 1 epizód                          |
| 2018–2020 | Az elmeorvos                 | The Alienist              | John Moore             | főszereplő (18 epizód)            |
| 2020–2021 |                              | Crossing Swords           | King Merriman (hangja) | főszereplő (10 epizód)            |
| 2021      | Pembrokeshire-i gyilkosságok | The Pembrokeshire Murders | Steve Wilkins          | minisorozat (3 epizód)            |
| 2021      | Kilenc idegen                | Nine Perfect Strangers    | Lars                   | minisorozat főszereplő (8 epizód) |
| 2022–2023 | Echo 3                       | Echo 3                    | Bambi                  | főszereplő                        |
| 2024      |                              | The Way                   | Hogwood                | minisorozat                       |

### Videójátékok
| Év   | Cím                      | Szerep             |
| ---- | ------------------------ | ------------------ |
| 2013 | Fast & Furious: Showdown | Owen Shaw (hangja) |

## Díjak és jelölések

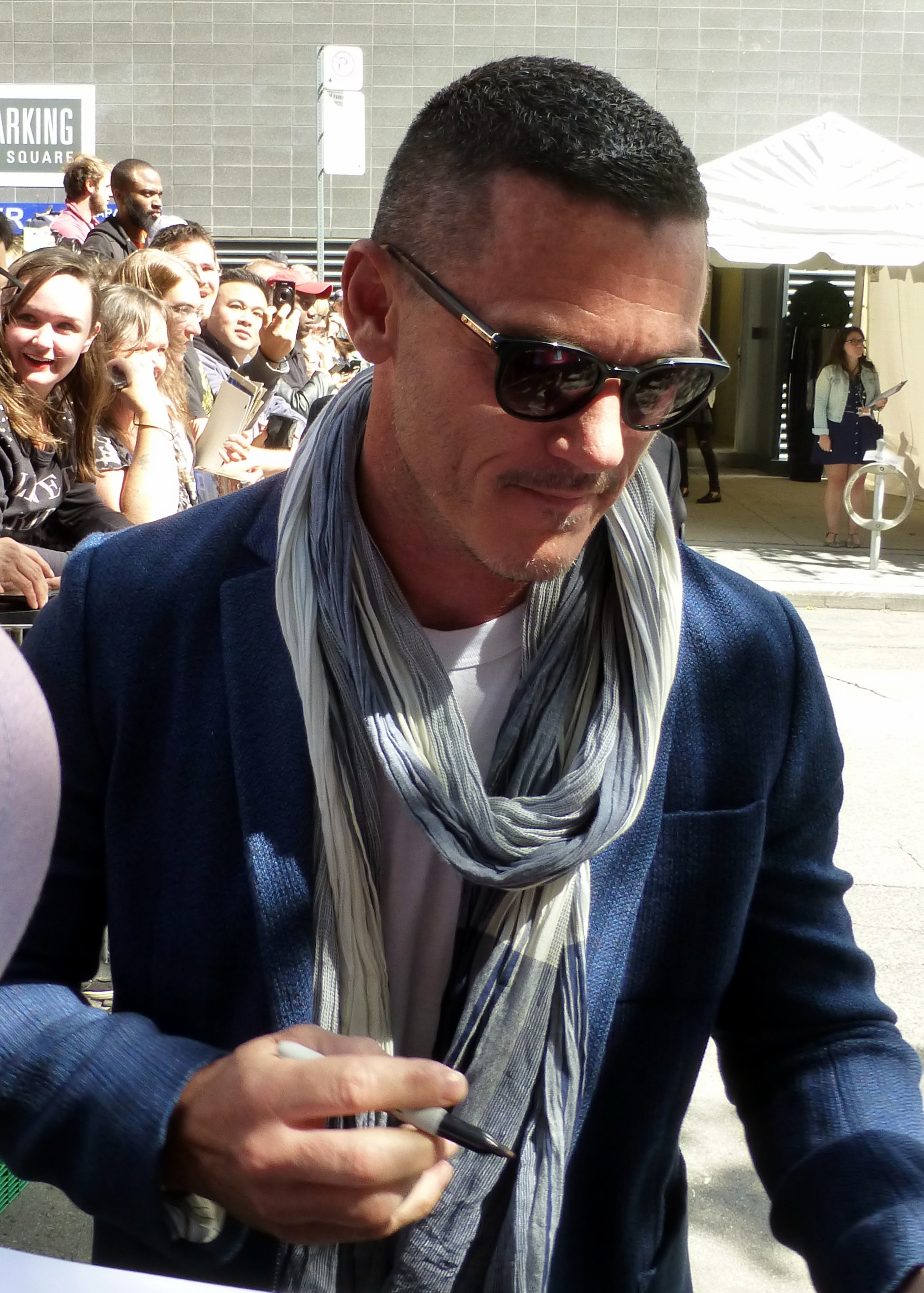
A 2015-ös Torontói Nemzetközi Filmfesztiválon

| Év   | Díj                               | Kategória                           | Jelölt                    | Eredmény |
| ---- | --------------------------------- | ----------------------------------- | ------------------------- | -------- |
| 2014 | Monte-Carlói Televíziós Fesztivál | legjobb színész minisorozatban      | The Great Train Robbery   | Jelölve  |
| 2014 | Acapulco Black Filmfesztivál      | legjobb szereplőgárda               | Halálos iramban 6.        | Jelölve  |
| 2015 | British Independent Film-díj      | legjobb mellékszereplő              | High Rise                 | Jelölve  |
| 2017 | MTV Movie & TV Awards             | legjobb páros (Josh Gaddal közösen) | A szépség és a szörnyeteg | Jelölve  |
| 2017 | Teen Choice Awards                | legjobb gonosztevő                  | A szépség és a szörnyeteg | Elnyerte |
| 2017 | Teen Choice Awards                | legjobb hiszti                      | A szépség és a szörnyeteg | Jelölve  |
| 2020 | Attitude-díj                      | az év embere                        | önmaga                    | Elnyerte |

## Fordítás
- Ez a szócikk részben vagy egészben  a   Luke Evans című angol Wikipédia-szócikk fordításán alapul.  Az eredeti cikk szerkesztőit annak laptörténete sorolja fel. Ez a jelzés csupán a megfogalmazás eredetét és a szerzői jogokat jelzi, nem szolgál a cikkben szereplő információk forrásmegjelöléseként.